# Attentat d'Afrine
L'attentat d'Afrine du 28 avril 2020 a lieu pendant la guerre civile syrienne.

## Contexte
La ville d'Afrine, au nord-ouest de la Syrie, est un bastion des forces kurdes des YPG jusqu'à sa prise, en mars 2018, par l'armée turque et les rebelles syriens de l'Armée nationale syrienne (ANS). Selon l'ONU, la moitié des 320 000 habitants de l'enclave fuient leurs foyers lors de l'offensive et la majorité d'entre eux ne peuvent ensuite revenir. Des pillages, des assassinats et des enlèvements, parfois suivis de tortures et de disparitions, sont commis par les rebelles,,. Des milliers de civils évacués de régions reprises par l'armée du régime syrien, notamment de la Ghouta orientale, sont réinstallés dans la région d'Afrine. Selon un rapport de juin 2018 par le Haut-Commissariat des Nations unies aux droits de l'homme (OHCHR), il existe des indications fortes d'une campagne volontaire de changement démographique à Afrine depuis la prise de contrôle par la Turquie en mars 2018. Début 2020, le gouvernement fédéral autonome proclamé par les Forces démocratiques syriennes affirme que la proportion de Kurdes est passée de 85% à 20% depuis l'invasion de 2018
Afrine est ensuite touchée par des attentats. Le 27 juin 2018, deux véhicules piégés explosent près de positions de l'ANS et de l'armée turque, faisant au moins neuf morts selon l'Observatoire syrien des droits de l'homme (OSDH), dont quatre rebelles et cinq civils,. La cible de cet attentat aurait été Samir Ali Kaaka, responsable religieux du groupe Jaych al-Islam. Le 16 décembre 2018, l'explosion d'un véhicule piégé dans un marché aux légumes fait au moins neuf morts et une vingtaine de blessés, tant parmi les rebelles que parmi les civils,,. L'organisation ayant mené l'attaque est alors indéterminée. Le 20 janvier 2019, l'explosion d'une bombe dans un bus cause la mort de trois civils et fait neuf blessés, dont des rebelles. Le 11 juillet 2019, un véhicule piégé explose près d'un barrage contrôlé par l'ANS et fait au moins 13 morts — quatre rebelles, un corps non identifié et huit civils dont deux enfants — et plus de 30 personnes sont blessées,,. Selon l'agence Reuters : « Les habitants et les insurgés soupçonnent les miliciens des YPG d'être à l'origine de ces attaques pour déstabiliser la zone qu'ils contrôlaient avant l'offensive turque ».

## Déroulement
Le 28 avril 2020, dans l'après-midi, un camion-citerne chargé de carburant explose à Afrine sur le marché de Souk Ali, dans la rue Raju, à quelques mètres de la résidence du gouverneur,,.
Une seconde attaque a lieu ce même jour. Selon l'OSDH, un engin explosif improvisé explose ensuite dans le quartier d'al-Mahmoudiya, mais sans faire de victime.

## Bilan humain
Le jour même de l'attaque, le ministère turc de la Défense annonce que l'explosion a fait au moins 40 morts, dont 11 enfants, et 47 blessés,. Il affirme que toutes les victimes sont des civils,.
Le média kurde Firat news agency, proche du PYD et du PKK, affirme pour sa part que 15 « mercenaires » de la Division Sultan Mourad, un groupe de l'ANS, ont été tués dans l'attentat.
Le même jour, les Casques blancs donnent un bilan d'au moins 42 morts et l'Observatoire syrien des droits de l'homme (OSDH) donne un bilan d'au moins 36 morts qui passe le lendemain à au moins 52 morts et 50 blessés. L'ONG dénombre également au moins onze enfants et douze rebelles parmi les victimes.
Le 8 mai, Michelle Bachelet, la Haut-Commissaire des Nations unies aux droits de l'homme, rapporte dans un communiqué que l'attentat a fait 51 morts, dont au moins 29 civils,.

## Responsabilités
L'attentat n'est pas revendiqué. Le ministère turc de la Défense attribue aussitôt l'attaque aux YPG,.
Les Forces démocratiques syriennes et les YPG démentent quant à elles toute responsabilité et déclarent qu'elles condamnent l'attentat. Mazloum Abdi, commandant des FDS, condamne l'attaque. Le 29 avril, l'Assemblée démocratique syrienne, liée au FDS et au YPG, déclare qu'elle condamne « toutes attaques sur les civils ainsi que l'attaque terroriste à Afrine », faisant appel à la résolution 2254 du Conseil de sécurité des Nations unies, qui appelle à respecter les civils et à une solution politique au conflit. Elle accuse également les milices occupant Afrine, soutenues et armées par la Turquie, de mener ces attentats,.
Des parties d'opposition, incluant des groupes liés à la Turquie, ont condamné l'attaque et porté la responsabilité(à clarifier) sur celle-ci.
Le 29 avril, le gouvernement turc annonce avoir interpelé l'auteur de l'attaque dans la province turque d'Hatay.

## Réactions
- Morgan Ortagus, le porte-parole du département d'État des États-Unis déclare que : « Des actes aussi lâches et maléfiques sont inacceptables, de quelque camp que ce soit dans ce conflit »[4].
- Selon Michelle Bachelet, Haut-Commissaire des Nations unies aux droits de l'homme, l'émergence de la pandémie de Covid-19 est utilisée par les groupes armés pour augmenter les attaques à la bombe artisanale en Syrie[31],[32].
- UNICEF condamne l'attaque[33]
- Les Coordinateurs humanitaires des Nations unies pour la Syrie condamnent l'attaque[34]